# Desmoncus mitis
La palma Desmoncus mitis es una especie de palma que se distribuye ampliamente por toda la cuenca amazónica. Es originario de la América tropical y se distribuye por Venezuela, Bolivia, Colombia, Ecuador, Perú y Brasil.

## Descripción
Es una palma cespitosa trepadora, de cuya corteza y tallo se extraen materiales para hacer amarres en la construcción de casas y también para tejer balay, canastos y otros artículos relacionados.

## Taxonomía
Desmoncus mitis fue descrito por Carl Friedrich Philipp von Martius y publicado en Palmarum familia 2: 90. 1824.
Etimología
Desmoncus: nombre genérico que proviene del griego: Desmo, que significa "unión o lazo", y onkos que significa "gancho o barba", esto en relación con la modificación de sus foliolos.
mitis: epíteto latino que significa "suave, blando".
Variedades
- Desmoncus mitis var. leptoclonos A.J.Hend., Palms Amazon: 227 (1995).
- Desmoncus mitis var. leptospadix (Mart.) A.J.Hend., Palms Amazon: 228 (1995).
- Desmoncus mitis var. mitis.
- Desmoncus mitis var. rurrenabaquensis A.J.Hend., Palms Amazon: 228 (1995).
- Desmoncus mitis var. tenerrimus (Mart. ex Drude) A.J.Hend., Palms Amazon: 228 (1995).

Sinonimia
- Desmoncus leptoclonos Drude ex Dammer
- Atitara mitis (Mart.) Kuntze, Revis. Gen. Pl. 2: 727 (1891).[1]